# ゼネラル・アビエーション

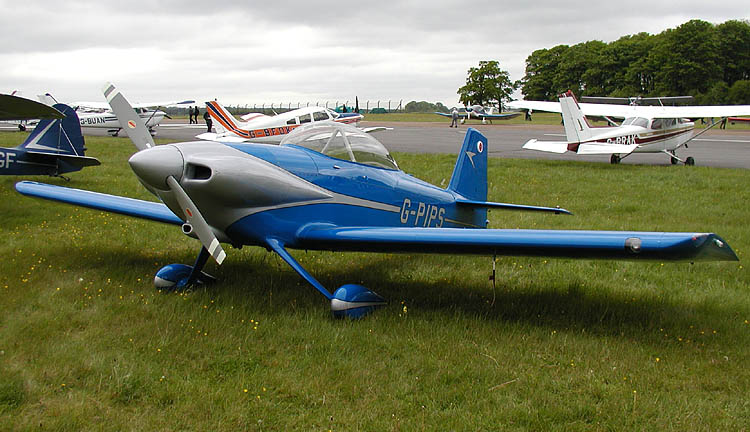
ホームビルト機 Vans RV-4

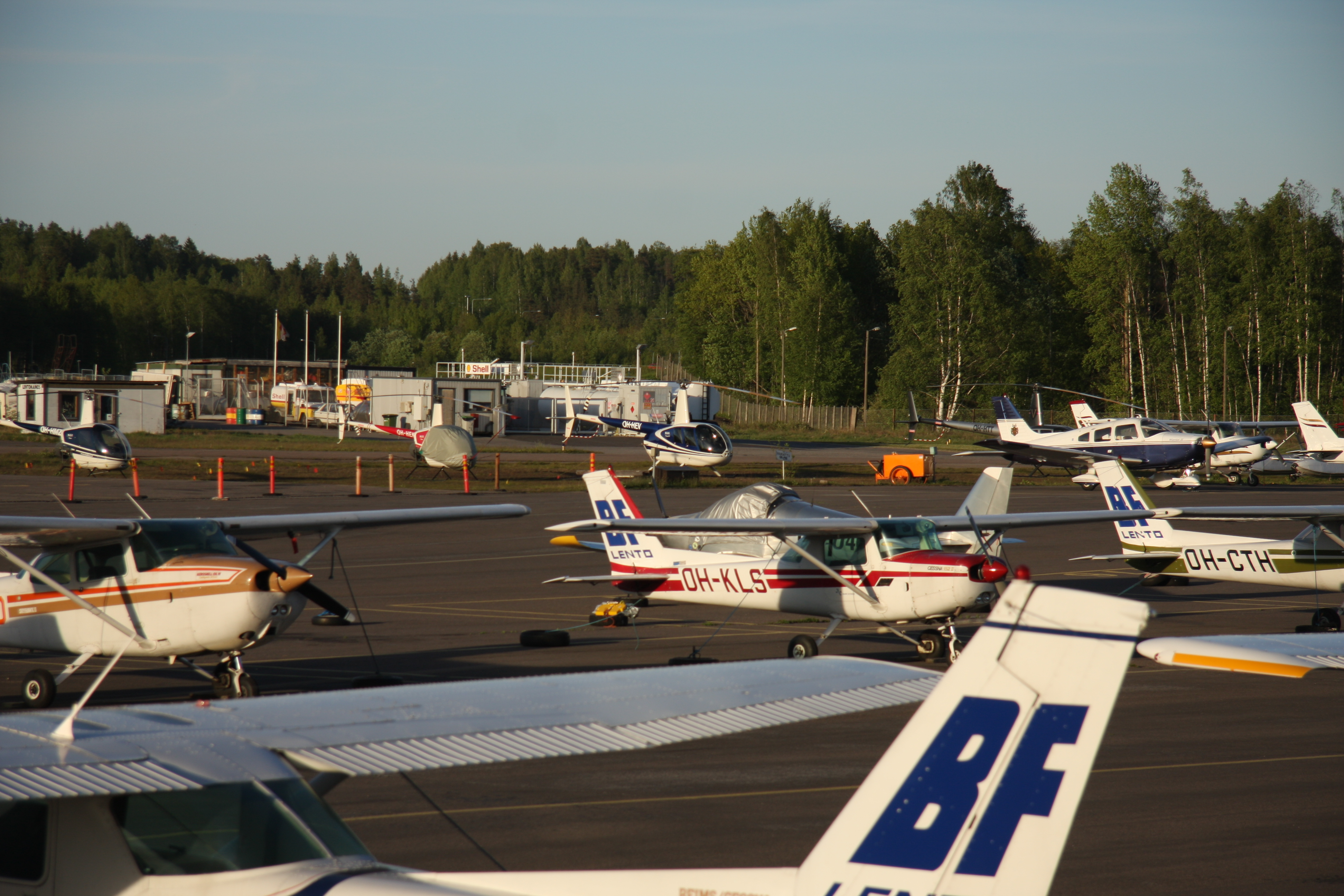
フィンランドのゼネラル・アビエーション空港であるヘルシンキ・マルミ空港

ゼネラル・アビエーション（General aviation、略称 GA）あるいは一般航空とは、航空の分類のひとつで、軍事航空と定期航空路線を除いた航空の総称である。
日本では「ゼネアビ」と短縮させることもある。
「ジェネラル・アビエーション」とも表記するが、単なる表記ゆれである。本稿では固有名称や特定の発言の引用を除き「ゼネラル」で統一する。

## 概説
ゼネラル・アビエーションの範囲は、運航の目的で言えば、報道関係、航空機使用事業（操縦訓練、航測、航空写真撮影、連絡、遊覧飛行など）、企業の社用機、個人の自家用機、航空スポーツ（グライダー、動力式パラグライダー 等）、エアラインによる定期便以外の輸送（チャーター機やエアタクシー）も含む。個人的なものであるか商業目的のものであるかを問わない。
日本では自家用機の数が少ないなどの事情があるため、「ゼネアビ」と言いながら専ら「産業航空」を指していることがある。

### レジャー飛行
自家用機による飛行
日本に登録されている自家用航空機を操縦するためには、国土交通省が発行する自家用操縦士の「技能証明」を取得する必要がある。別途、航空身体検査証明及び総務省が発行する航空無線に従事するための無線従事者（航空特殊無線技士等）も必要。国外へ航行する場合には航空英語能力証明も必要となる。
操縦士の技能証明は航空機の種別（飛行機や回転翼機）、エンジンの種別（ピストンエンジンかタービンエンジン）で異なる。機種によっては型式の限定免許があり、それぞれに応じた資格を取得しなければならない。
スカイスポーツ
八尾空港やふくしまスカイパークなどが拠点となっている。

### 産業航空
産業航空とは、種々の航空産業の総称である。
一例として、日本の航空法による分類を示す：

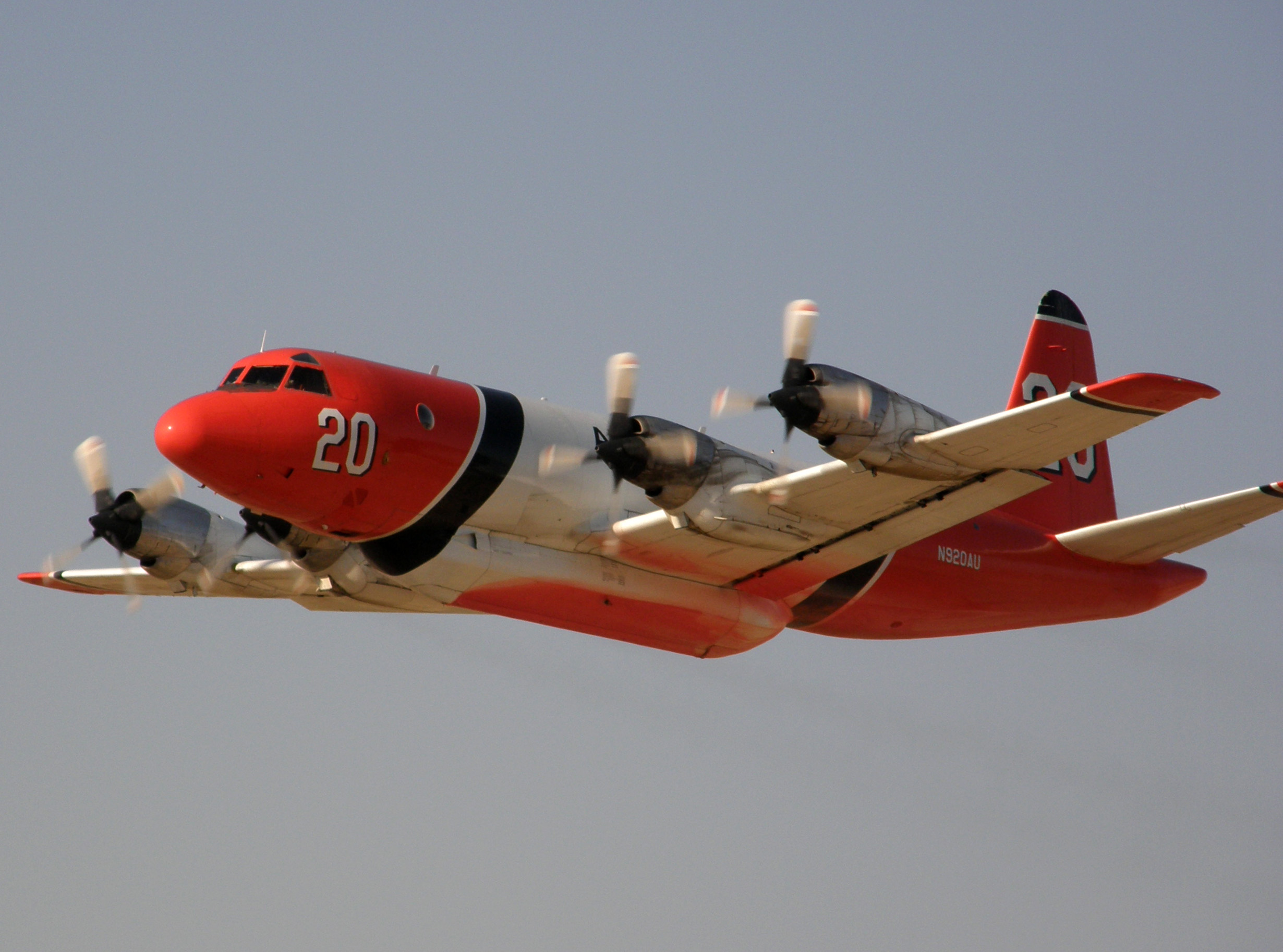
エアロユニオンが運用する空中消火機『エア・タンカー』

- 航空機使用事業にあたるもの - 小型飛行機やヘリコプターが使われることが多い
  - 空中写真撮影・測量・地図作製
  - 宣伝飛行
  - 空中消火機
  - 農業機
  - 飛行訓練

アメリカでは重役の移動用や超富裕層のプライベートジェットを顧客に変わり運航・管理する会社、エアタクシーやチャーター専門の会社、火災発生時に自治体から空中消火を請け負う会社（エアロユニオン）など、多数の専門会社が存在し、これらの会社にパイロットを派遣する会社、機体の整備を請け負う会社も存在するなど大きな市場が形成されている。

### 公共機関による運航
以下のような業務を指す（主に日本を例とする）。
- 航空局による飛行検査
- 警察による犯罪捜査
- 消防による捜索救難・消火・航空救急
- 海上保安庁による捜索救難
- 密輸の取り締まり（アメリカなど）

飛行検査以外では、任務の性質上ヘリコプターが多く使われている。

## コミュニティ空港とゼネラル・アビエーション
アメリカには5,288のコミュニティ空港がある。それらの多くはゼネラル・アビエーションに供用される。アメリカではゼネラル・アビエーションはGDPの1%以上を占め、130万人が整備や製造に従事する。